# 劉福 (成化進士)
劉福（1438年—1501年），字天祐，一字顺夫，号康村居士，四川重慶府巴縣人，軍籍，治《春秋》。

## 生平
十一月十七日生，行一，由縣學生中式四川鄉試第十六名舉人，年三十二歲中式成化五年（1469年）己丑科會試第二百二十名，第三甲第十四名進士。授刑部浙江清吏司主事，升员外郎。十四年正月升雲南按察司佥事，二十三年二月升陕西按察副使。弘治初丁憂歸，三年（1490年）十一月起任增设的山东按察司副使、整饬天津等处兵备，六年十月兼理河间府沧州民事，九年五月升浙江按察使，十二年以考察才力不及，改調貴州。普安州土官隆畅妾米鲁及营长阿保等作乱，拥众万馀，劫官军营，十四年劉福等人兵败被杀。

## 家族
曾祖劉忠；祖劉文富；父劉永寧；母周氏。重慶下，妻余氏，弟浩；寬；壽；裕；祿。